# Tilly Bébé

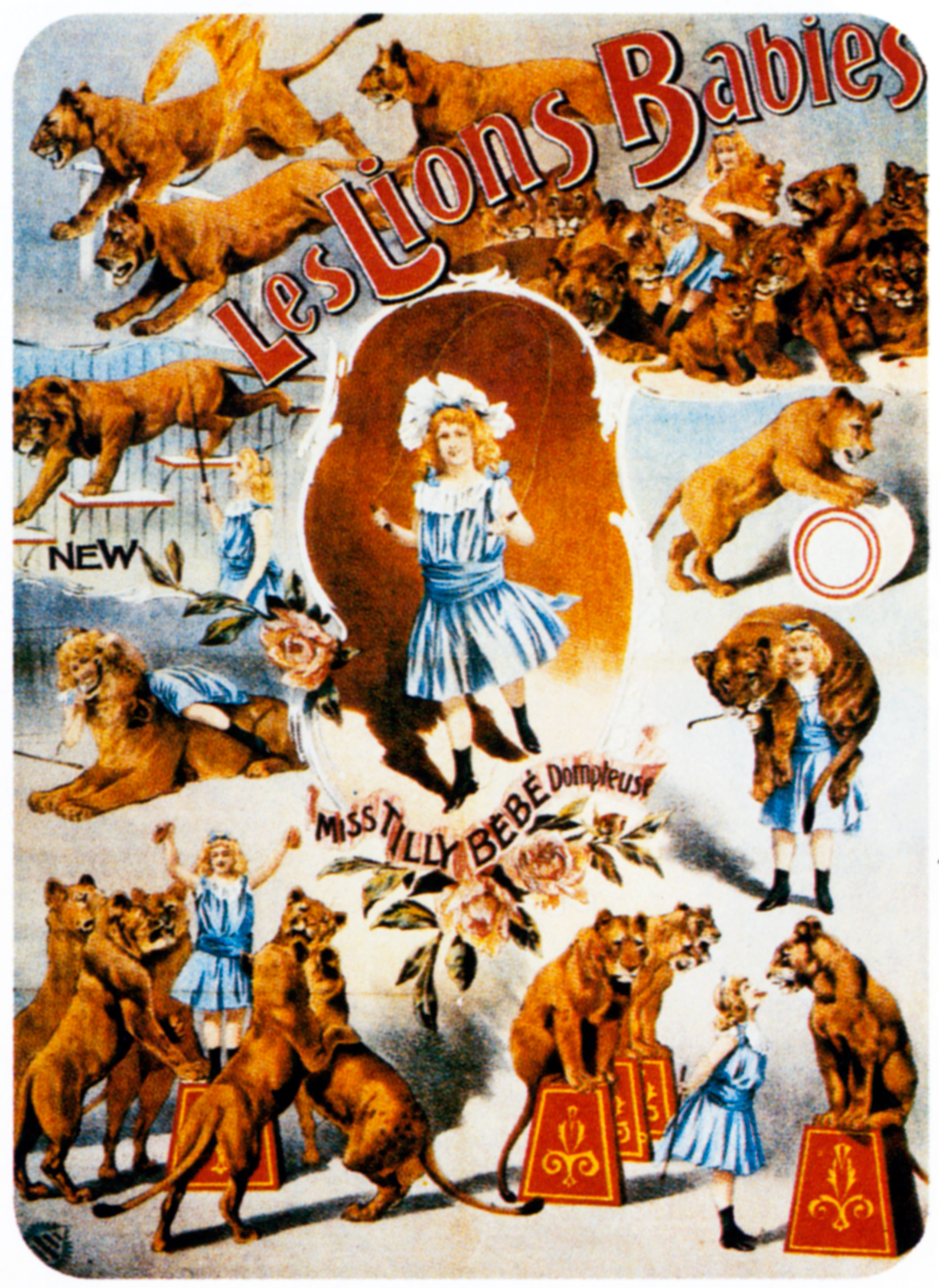
Miss Tilly Bébé Dompteuse, Werbeplakat, 1902/03

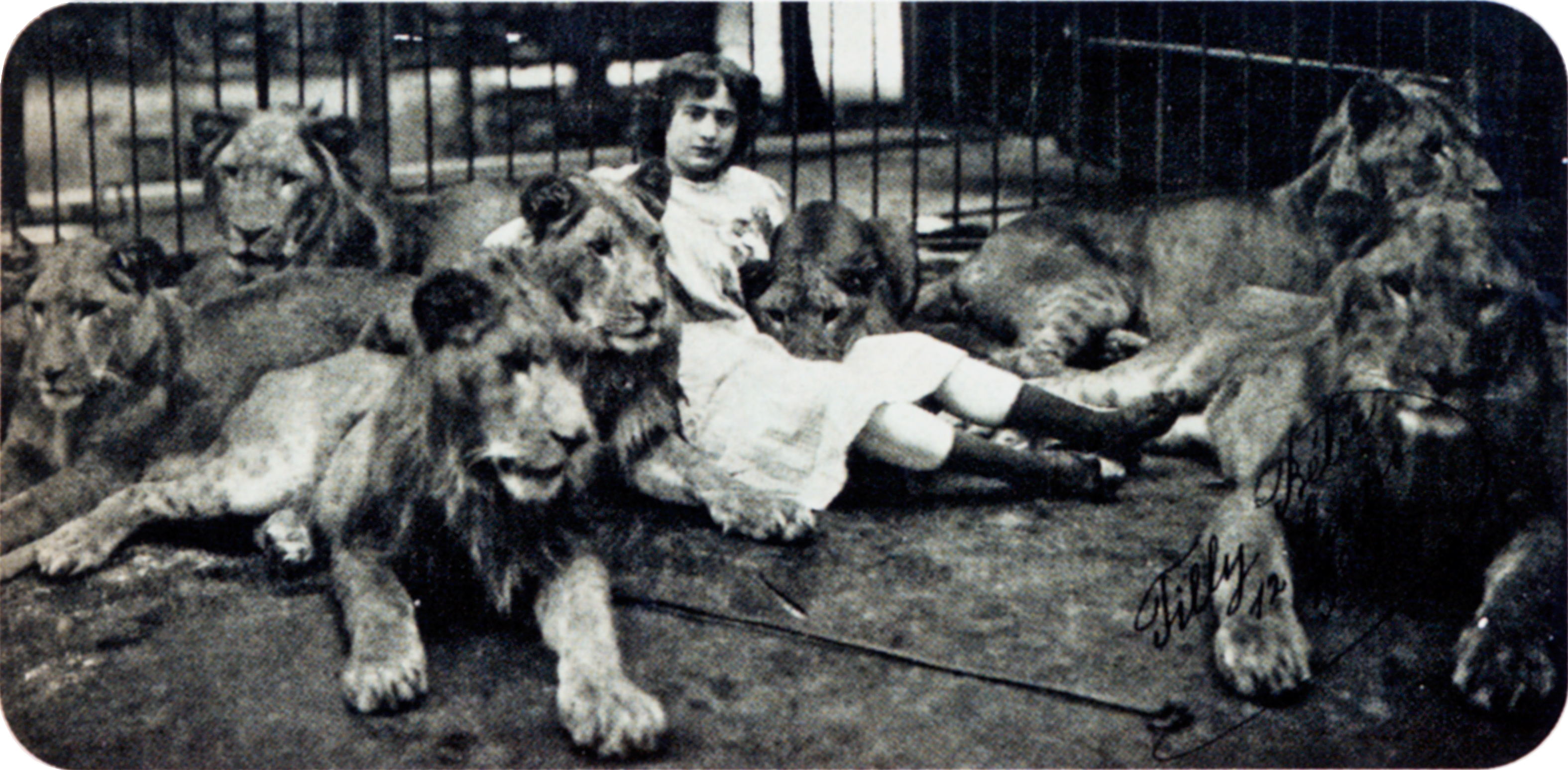
Tilly Bébé, Ansichtskarte mit Autograf, 1905

Tilly Bébé (eigentlich Mathilde Rupp; * 27. März 1879 in Perchtoldsdorf, Niederösterreich; † 11. April 1932 in Wien) war eine österreichische Dompteurin.

## Leben und Wirken
Mathilde Rupp war die Tochter eines Obst- und Blumenhändlers. Sie arbeitete zunächst als Schreibkraft in einer Rechtsanwaltskanzlei, wechselte dann aus Tierliebe ihren Beruf und wurde im Wiener Prater-Vivarium zunächst als Tierpflegerin bei den Schlangen, bald jedoch bei der Vorführung von Hyänen (unter dem Dompteur R. Falk) beschäftigt. Entscheidend war jedoch Rupps Ausbildung in der Raubtierdressur durch die Dompteurin „Comtesse X“, die sie zu sich in den Bonner Tierpark holte und ihr den Künstlernamen Tilly Bébé gab: Durch ihren kleinen Wuchs und ihre kindliche Kostümierung wurde sie als „Backfisch im Löwenkäfig“ zu einem Begriff in der Fachwelt. 
Ab ihrem 18. Lebensjahr gastierte sie – zunächst mit den zwölf Löwen ihrer Lehrerin – an allen Weltstadtvarietés (unter anderem im Berliner Wintergarten ) und Zirkussen wie Krembser, Henry und Hagenbeck (bei dem sie auch mit einer Gruppe von 14 Eisbären arbeitete); ihr erstes Auftreten im Wiener Varieté Ronacher wurde zu einem Triumph. Rupp gilt als Pionierin der zahmen Dressur. Höhepunkte ihres Programms waren der Rachentrick, bei dem sie ihren Kopf in den Rachen eines riesigen Löwen steckte, sowie der Schlusstrick, bei dem sie trotz ihrer zarten Gestalt einen Löwen auf ihren Schultern aus der Manege trug. 
Bébés Auftreten in mädchenhafter Kleidung verlieh dem Zusammenspiel (bzw. dem Kampf ) mit den Raubtieren (darunter auch Tiger) im Auge des Publikums besonderen Reiz. Zeitgenössische Fotografien betonten den erotischen Aspekt der „Liebe“ des Tieres zu seiner Bändigerin.
Tilly Bébé „besaß die Berühmtheit einer Mae West des Kaiserreichs. Wo immer sie auftauchte, überschlug sich die Lokalpresse in sensationslüsternen Berichten“.
Ein erhalten gebliebener Kurzdokumentarfilm, 1908 von der Deutschen Bioskop in Kaulsdorf bei Berlin gedreht, dokumentiert den Löwendressurakt von Tilly Bébé. Im Jahr 1987 drehte die Regisseurin Antonia Lerch einen Tilly Bébé betitelten Kurzfilm.
Mathilde Rupp starb, nach langjähriger Krankheit, völlig verarmt. 

## Filmografie
- 1917: Der weiße Schrecken
- 1917: Wenn das Herz in Haß erglüht
- 1917: Der Sultan von Johore
- 1917: Die Abenteuer des Kapitän Hansen
- 1919: Die graue Frau von Alençon